# Slaget vid Siffin

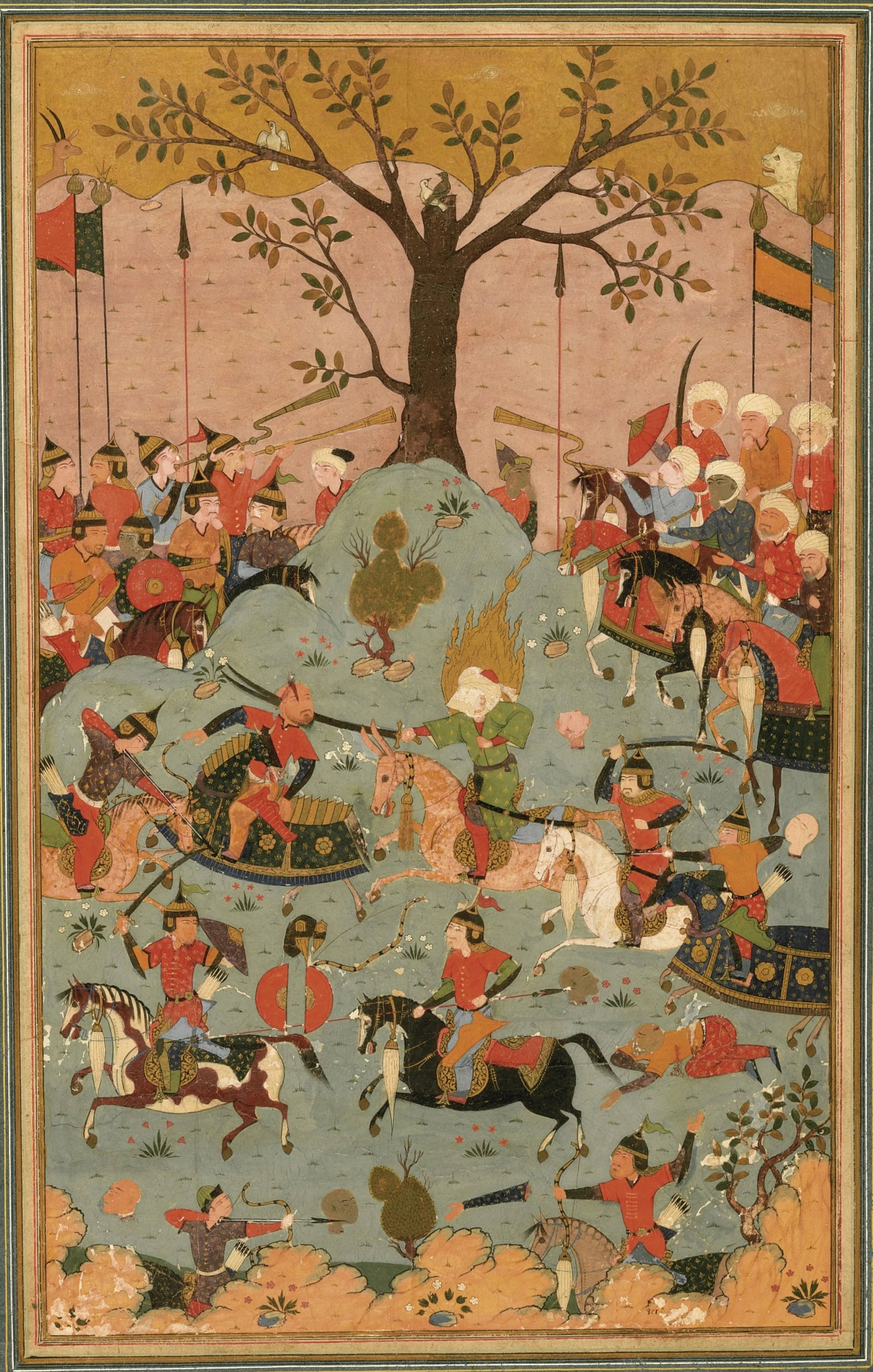
Slaget vid Siffin.

Slaget vid Siffin stod i maj till juli år 657 vid Eufrats stränder i Syrien, mellan kalifen Ali ibn Abi Talib och Muawiya I, senare grundaren av ummayyaddynastin, under den första fitnan. Den huvudsakliga sammanstötningen skedde från 26 till 28 juli.

## Bakgrund
Efter det kontroversiella mordet på Utman ibn Affan hade Ali blivit kalif, men blev tvungen att kämpa för att bli accepterad. Muawiya, guvernören i Syrien, fördömde Ali, och avgörandet mellan de två om vem som skulle ha makten i riket kom att stå vid Siffin. 
Innan Muawiya, såsom umayyadernas huvudman, kunde hämnas mordet på Utman var han tvungen att trygga sin ställning i sin provins, som var utsatt för angrepp av bysantinerna. För detta ändamål behövde han framför allt Egypten, och han lyckades också tillfångata Alis ståthållare där. Men innan han kunde bemäktiga sig själva landet angreps han av Ali. På sommaren 657 bröt Ali upp mot nordväst, och vid den syriska gränsen på slätten Siffin vid Eufrat mötte Muawiya honom.

## Slaget
Syrierna var bättre militärt skolade än irakierna på den andra sidan. Likväl hade irakierna under befäl av Malik al-Ashtar, en av Alis ivrigaste anhängare, till en början övertaget. Då band syrierna koraner på sina lansspetsar till tecken på att de från vapnen vädjade till Allahs ord i tvisten om herraväldet. Irakierna tvingade då Ali att ställa in striden och förhandla med Muawiya. Man kom överens om att välja två skiljedomare. Amr ibn al-As, Egyptens förre ståthållare, för Muawiya och Abu Musa al-Ash'ari för Ali. Dessa två skulle efter Koranen bestämma vilken av dem som makten rätteligen tillkom. De skulle träffas på en plats mellan Syrien och Irak under fastemånaden ramadan.

## Följder
Utgången av slaget var oviss och resultatet av de två parternas överenskommelse att söka skiljedom blev lika ovisst och kontroversiellt. Slaget och skiljedomen bidrog till att försvaga Alis ställning och tjänade inte till att lösa spänningarna i det muslimska riket.
Slaget räknas ofta som utgångspunkten för splittringen mellan de två största inriktningarna inom islam: Muawiya I kom av sunniterna att betraktas som den förste ummayyadiske kalifen, medan shiiterna bestrider detta och betraktar i stället Ali som den förste imamen. Strax efter slaget urskiljde sig även en tredje gren, kharijiterna, vilka lämnade Alis sida sedan denne gått med på skiljedom.